# Миодраг Ковачић
Миодраг Ковачић (Сремска Митровица, 31. јул 1965) је српски дизач тегова из Сремске Митровице. Савезну Републику Југославију представљао је на Олимпијским играма у Атланти 1996. где је заузео 34. место.

## Резултати
| Година | Такмичење          | Дисциплина | Резултат | Пласман |
| ------ | ------------------ | ---------- | -------- | ------- |
| 1994.  | Светско првенство  | 64 кг      | 235 кг   | 23.     |
| 1995.  | Европско првенство | 64 кг      | 245 кг   | 15.     |
| 1995.  | Светско првенство  | 64 кг      | 242.5 кг | 26.     |
| 1996.  | Олимпијске игре    | 64 кг      | 247.5 кг | 34.     |